# Théodore Rousseau
Théodore Rousseau  (Párizs, 1812. április 15. – Barbizon, 1867. december 22.) francia festő, a tájképfestés epikusa és a barbizoni iskola egyik megalapítója. A legtöbb képét a Louvre-ban és a hágai Mesdag Múzeumban őrzik.

## Élete
Mestere Guillaume Guillon Lethière történeti festő volt, előtte Jean-Charles-Joseph Rémond-nál tanult. Hatással voltak rá Richard Parkes Bonington és John Constable képei. Auvergne-i és normandiai utazásai alatt végzett természeti megfigyelései vezették őt a tájképfestés felé. Az 1830-as években Jules Dupré és Charles-François Daubigny társaságában egyre többször látogatott a fontainebleau-i erdő szélén fekvő Barbinzonba.
A barbizoni iskolában szeretet és tisztelet övezte, ő volt a barbizoni iskola vezetőegyénisége. 1836–37-től Barbizonba vonult vissza és ott festett. Műveit leginkább halála után értékelték. Közvetlenül a művész halála előtt Paul Durand-Ruel és Brame felvásárolta mintegy 80 képét, vázlatát és rajzát mindössze 100 000 frankért, utána nagyon jó üzletet csináltak vele.

## Munkássága
Az erősen iparosodó, városias világból a művészek a természetbe menekültek. Rousseau figyelmét nagyon lekötötte a természet struktúrájának megfigyelése, a gránittömbök, a nagy fák elágazásai, az erdő belseje, az abban meghúzódó tisztások, az erdőszéli hatalmas koronájú fák leveleikkel és a nagy horizontú tájjal, mocsarakkal vagy itatókkal. Vázlatait a szabadban készítette. Gyakran a déli nap erőteljes színskálája vagy a naplemente fényei vagy az eső utáni hangulat uralkodik képein. Ő a tájkép epikusa szemben Jean-François Millet szemléletével, aki előszeretettel ábrázolta a tájhoz tartozó embereket is. Rousseau képeinek középpontja a táj. A természetet önmagában és önmagáért ábrázolta a szó legnemesebb értelmében még főként a naturalizmus eszközeivel, de már kilépve a műteremből, ezért kortársainak, majd a realista és impresszionista festőknek is forrás volt az ő művészete.

## Főbb  műveiből
- Erdőszéle Compiégne-nél, 1834, Louvre
- Tehenek a Jurában, 1835, Hágai Mesdag Múzeum
- Viharhangulat, 1835, Louvre
- Naplemente a fontaineblau-i erdő szélén, 1848, Louvre
- Magános tölgyek, 1852, Louvre
- Mocsár Landes-ban, 1853, Louvre

## Galéria

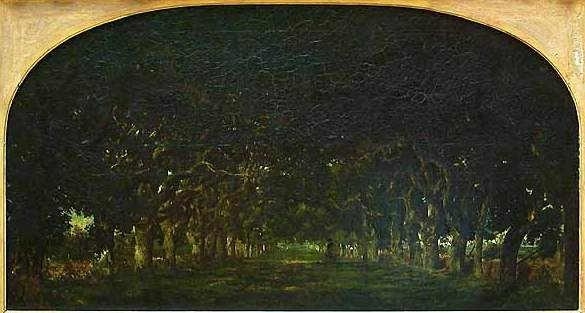
Gesztenyés sétány
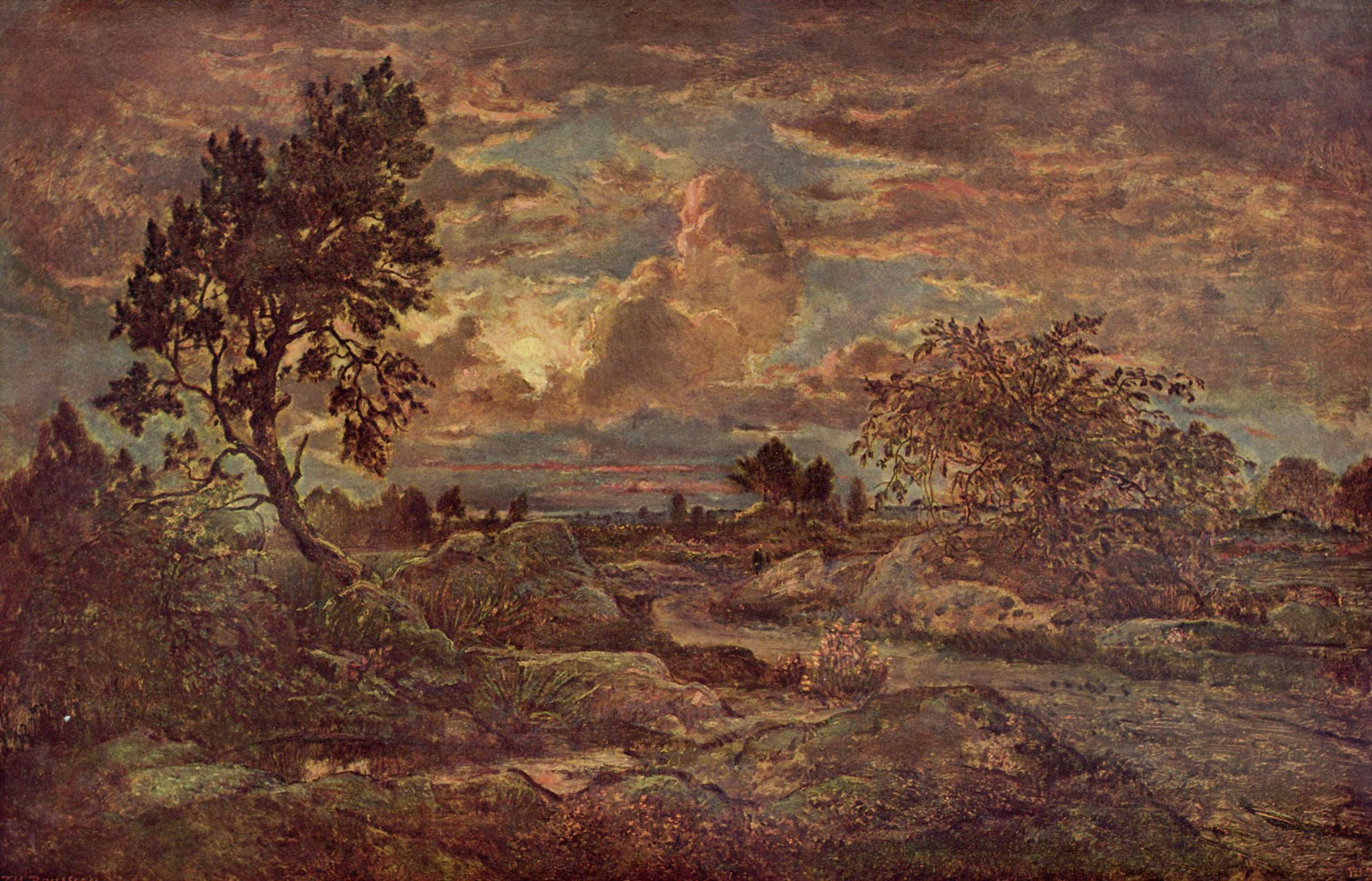
Arbonne-i napnyugta
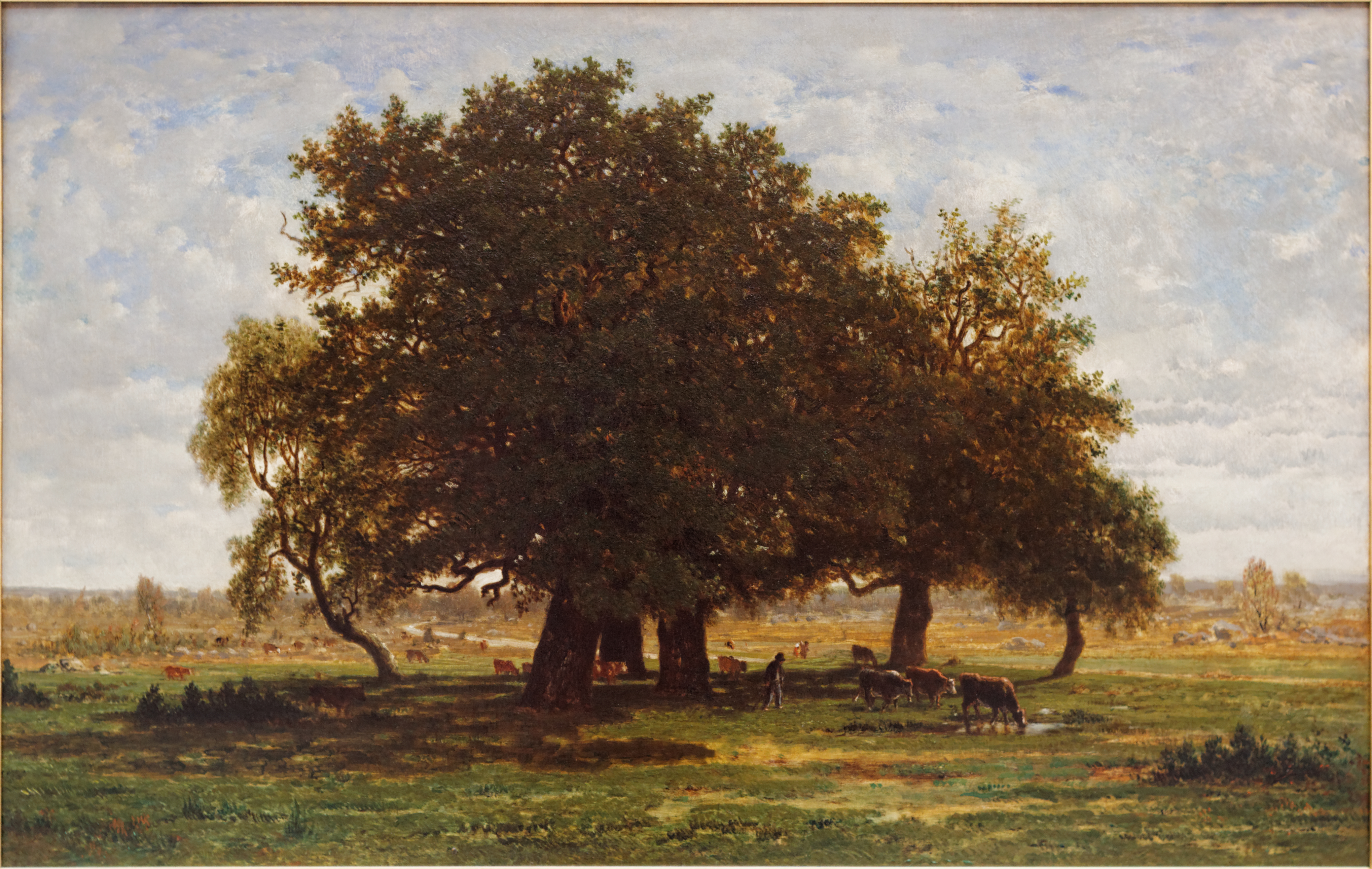
Apremonti tölgyes
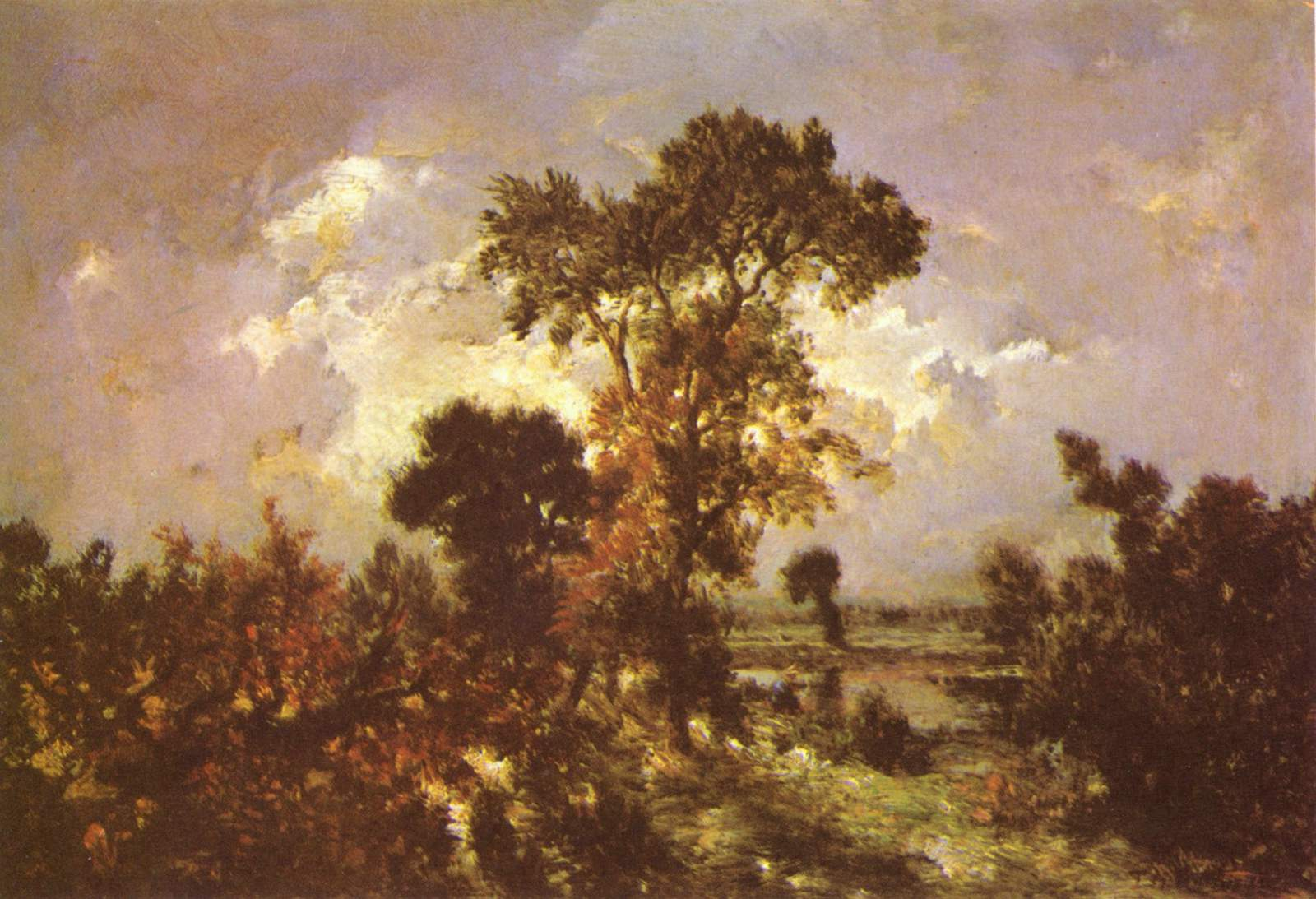
A kis halász